# Лю Вень (лікар)
Лю Вень (спрощ.: 刘文; ютпхін: Liu Wen) — китайський лікар, який працював у неврологічному відділенні лікарні Червоного Хреста в місті Ухань. Він став відомий як інформатор про нову хворобу, яка пізніше стала відомою як коронавірусна хвороба 2019 або COVID-19.

## Біографія
Лю Вень навчався на медичному факультеті Уханьського університету, і працював у лікарні Червоного Хреста в Ухані. На початку пандемії коронавірусної хвороби о 19:39 30 грудня 2019 року він опублікував повідомлення у своїй робочій групі WeChat «协和红会神内 (Нейро Союзу Червоного Хреста)», сказавши: «Щойно підтверджено випадок інфекційної коронавірусної пневмонії в районі Хоуху неподалік Другої лікарні. Можливо, місцевість навколо Хуананя буде переведена на карантин. Хвороба переважно схожа на SARS. Нашим колегам-медсестрам: не блукайте там».
31 грудня представники відповідних відділів лікарні опитали його, запитали його джерело та сказали йому «не поширювати вигадані чутки». Лю записав інцидент у супроводі двох поліцейських. Пізніше в інтерв'ю новинному агентству він сказав, що тоді почув, що це була пневмонія, спричинена коронавірусною інфекцією, і в нього склалося враження, що це SARS або MERS, і що він нагадав медичному персоналу про необхідність надавати більше уваги безпеці, оскільки він вважав, що хвороба може передаватися від людини до людини.
7 лютого представники медіа-видання Caixin відвідали Лю Веня. Лю сказав, що поліцейські викликали його до відділку приблизно 2 січня. Поліція запитала джерело інформації про випадки хвороб, перерахувала письмові стенограми, а потім попросила Лю здати відбитки пальців, але він не отримав жодного письмового звинувачення, як Лі Веньлян. Лю сказав, що поїздка до поліцейської дільниці викликала у нього стрес, але він не шкодує про це. Видання «Caixin» написало, що «інформатор» Лю Вень, як і два інших лікарі, яких опитала поліція громадської безпеки (Лі Веньлян і Сє Лінка), не знав, чи був він одним із 8 осіб, про яких повідомлено громадськості.